# 큰가슴근
큰가슴근(pectoralis major muscle) 혹은 대흉근(大胸筋)은 가슴(chest)에 위치해 있는 두껍고 부채 모양을 한 근육이다. 가슴 근육 벌크를 구성하며, 유방(breast) 하단에 위치해 있다. 큰가슴근 하단에는 얇고 삼각형 모양의 작은가슴근(pectoralis minor) 혹은 소흉근이 있다. 큰가슴근의 주요 기능은 상완골(humerus)의 굴곡(flexion), 내전(adduction), 내회전(internal rotation)이 있다. 영어 구어에서는 "펙(pecs)", "pectoral muscle"이라 하고, 혹은 흉부에서 가장 표층에 위한 표층근육(superficial muscle)이라는 점에서 "가슴근육(chest muscle)"이라고도 한다.

## 구조
큰가슴근의 시작 지점은, 흉골(sternum) 전방 표면(anterior surface)의 절반의 폭으로부터의 쇄골(clavicle)의 흉부의 절반되는 지점의 전방 표면, 6번 혹은 7번 늑골의 연골(cartilage)의 부착 지점만큼 아래에, 보통 1번과 7번을 제외하지만 모든 진늑골(true rib) 연골, 그리고 외복사근(abdominal external oblique muscle)의 건막(aponeurosis)이다.
근섬유들은 이러한 기시점(origin)들로부터 정지점(insertion)을 향하여 수렴한다. 쇄골에서 시작하는 근섬유들은 비스듬하게 사선을 그리며 아래로 그리고 바깥쪽으로 지나가며, 약간의 간격을 두고 다른 근섬유들과 떨어져 있다. 흉골 하단과 하단늑골 연골에서 시작하는 근섬유들은 위로 그리고 바깥을 향하여 뻗어있지만, 중간 근섬유는 수평으로 지나간다.
이러한 근섬유 모두는 폭 5cm 정도의 편평한 힘줄(flat tendon) 하나에 모이는데, 이 힘줄은 상완골의 상완이두근구(bicipital groove) 혹은 상완골 결절관구(huerus intertubercular sulcus)의 외측순(lateral lip)을 정지점으로 한다.
이 힘줄은 서로 앞뒤로 붙어 있는 두 박막(lamina)으로 구성되어 있으며, 함께 섞여 있다.
- 전방막(anterior lamina)은 더 두꺼우며, 쇄골근섬유와 최상단 흉골섬유를 받는다. 전방막은 시작되는 순서와 같은 순서대로 만입된다. 쇄골근섬유 최외출은 전방막 상부에 만입된다. 최상단 흉골근섬유는 삼각근(deltoid muscle) 힘줄까지 뻗어서 그것과 합류하는 전방막 하단부까지 내려간다.
- 후방막(posterior lamina)은 흉골 부위와 늑연골(costal cartilage)에서 시작하는 깊은 섬유(deep fiber)의 큰 부분의 부착을 받는다.

깊은 섬유, 특히 늑연골 하단부에서 시작하는 것들은 상완골 정지점에 올라서 표층섬유와 상단 섬유 뒤로 돌아나가소, 힘줄이 꼬인 모습을 띤다. 후방막은 전방막보다 상완골에 더 높게 닿으며, 그로부터 상완골의 결절간구(intertubercular groove)를 덮고 어깨관절 피막과 섞이는 넓은 표면이(expansion) 발한다.
정지점에 위치한 전방막의 가장 깊은 섬유들에서, 결절간구의 막을 형성하는 넓은 표면이 발산되지만, 힘줄 하단 경계로부터 표면의 1/3이 팔의 근막(fascia)으로 내려간다.

### 신경 공급
큰가슴근은 내측흉근신경(medial pectoral nerve)과 외측전방가슴신경(lateral anterior thoracic nerve)으로도 알려진 외측흉근신경(lateral pectoral nerve)에 의한 이중운동신경지배(dual motor innervation)를 받는다. 흉골두(sternal head, 복장갈래, 복장뼈머리)는 완신경총(brachial plexus)의 하단부와 내측흉근신경을 통하여 C7, C8, T1 신경근(nerve root)으로주터 신경지배를 받는다. 쇄골두(clavicular head)는 완신경총 상단부와 외측핵을 통하여 C5, C6 신경근으로부터 신경지배를 받는다. 이는 외측흉근신경을 배출한다. 외측흉근신경은 큰가슴근 표층 깊은 곳을 지나 분산된다.
큰가슴근으로부터의 감각 피드백은 역경로(reverse path)를 따르는데, 이는 C5, C6, C8, T1의 척추신경으로 향하는 일차신경세포(first-order neuron, 1차뉴런)를 통과하여 후분지(posterior rami)를 관통하는 식으로 돌아온다. 척수(spinal cord) 후각(後角, posterior horn)의 시냅스 뒤에, 근육 움직임과 고유수용성감각(proprioception)과 압력에 관한 감각정보는 후주내측섬유대로(後柱內側纖維帶路, dorsal column medial lemniscus tract) 내의 이차신경세포(second-order neuron, 2차뉴런)를 지나 수질(髓質, medulla)로 들어간다. 그곳에서 섬유는 X자 형태로 교차하여 피질(cortex)로 들어가는 관문인 시상(thalamus)으로 가는 나머지 경로에 감각정보를 가져다 주는 내측섬유대(medial lemniscus)를 형성한다. 시상은 감각정보 일부를 소뇌(cerebellum)와 기저핵(basal nuclei)으로 돌려서 운동피드백회로(motor feedback loop)를 완수하지만, 일부 간각정보는 삼차신경세포(third-order neuron, 3차뉴런)를 거쳐서 뇌의 두정엽(parietal lobe)의 중심후회(中心後回, postcentral gyrus)로 직접 올라간다. 큰가슴근의 감각정보는 감각 호문쿨루스(sensory homunculus, 뇌와 뇌 각 영역이 담당하는 신체 부위와 연결시켜 그린 뇌 지도) 상단에서도 좌뇌와 우뇌를 가르는 대뇌종렬(longitudinal fissure) 근처 부분에서 처리된다.
근전도검사(electromyography)를 통하여 큰가슴근은 중추신경체계(central nervous system)에 의하여 독립적으로 조정되는 6개 이상의 근섬유군으로 구성된다고 확인된다.

### 변형

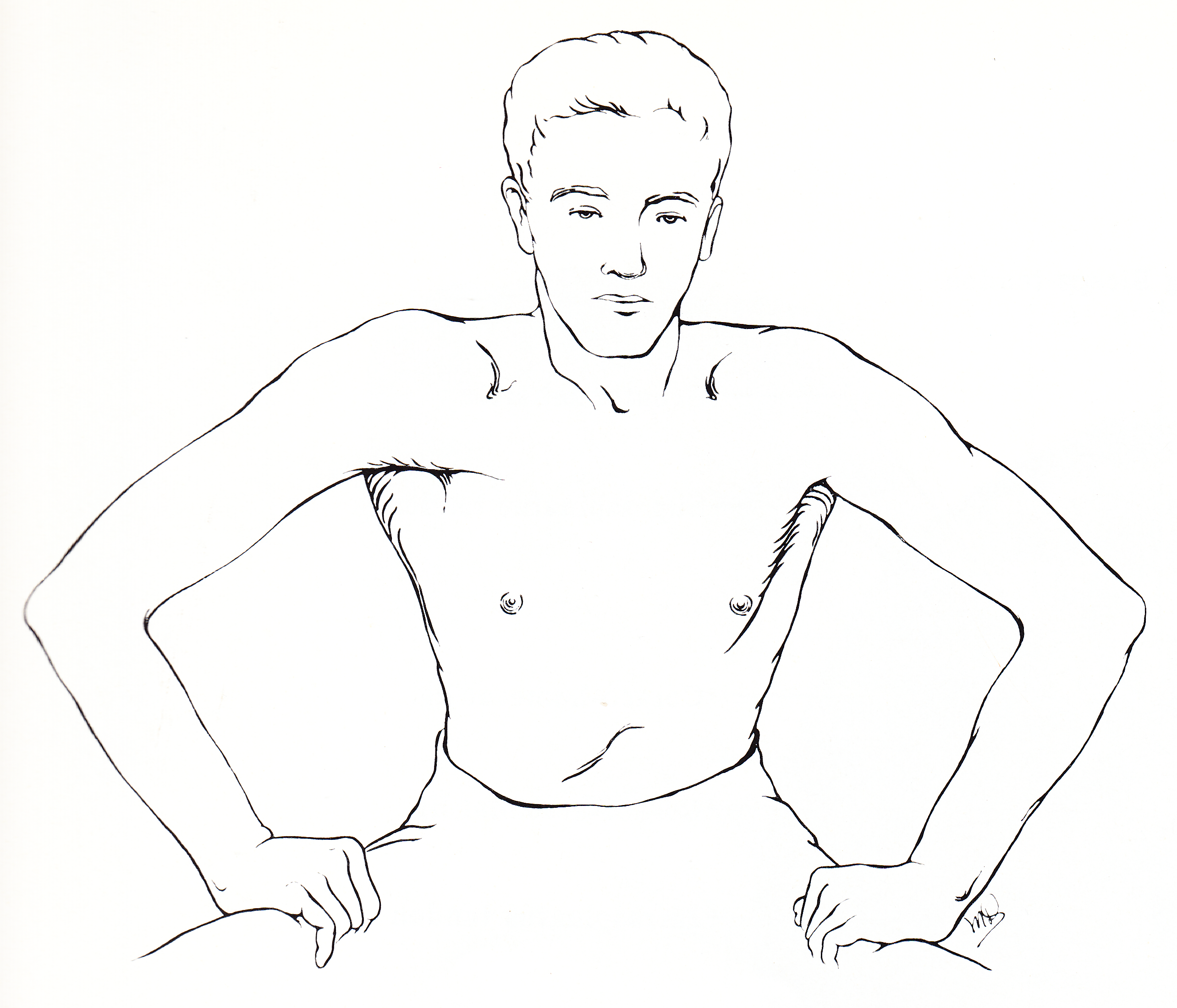
광배근(latissimus dorsi)의 보상성 비대(compensatory hypertrophy)와 동반하여 나타나는 우측 큰가슴근의 흉늑부(sternocostal head, 혹은 복장갈비부분)가 없는 경우는 드물지 않다. 팔을 아래로 내릴 경우에 나타난다.

큰가슴근의 흔한 변이로는, 늑골(rib)과 흉골의 부착(attachment)이 심하거나 부진한 경우, 큰가슴근 복부부위(abdominal part)의 크기가 다양하거나 없는 경우, 큰가슴근 흉늑부위(sternocostal part)와 쇄골부위(clavicular part)의 분리가 심하거나 덜한 경우, 큰가슴근 쇄골부위와 삼각근과의 결합(fusion), 흉골 앞부분에서의 교차(decussation)가 있다. 흉늑부위가 결함이 있거나 아예 부재하는 경우는 드물지 않으며, 쇄골부위 부재보다도 자주 발생한다. 폴란드 증후군(Poland syndrome)은 주로 몸통 한 면에만 근육 전체가 없는 희귀 선천성 질환이다. 여성의 경우 유방의 부재를 가져올 수 있다. 흉골근(sternalis muscle)은 큰가슴근 혹은 복직근(rectus abdominis)의 변형일 수 있다. 미적 윤곽이나 부피감, 비대칭이나 변이를 교정하기 위하여 유방확대 보형물과 유사한 대흉근하 주입물(submuscular surgical implant)과 대흉근내 주입물(intramuscular surgical implant)이 사용되며, 남녀 모두 적용된다.

## 기능

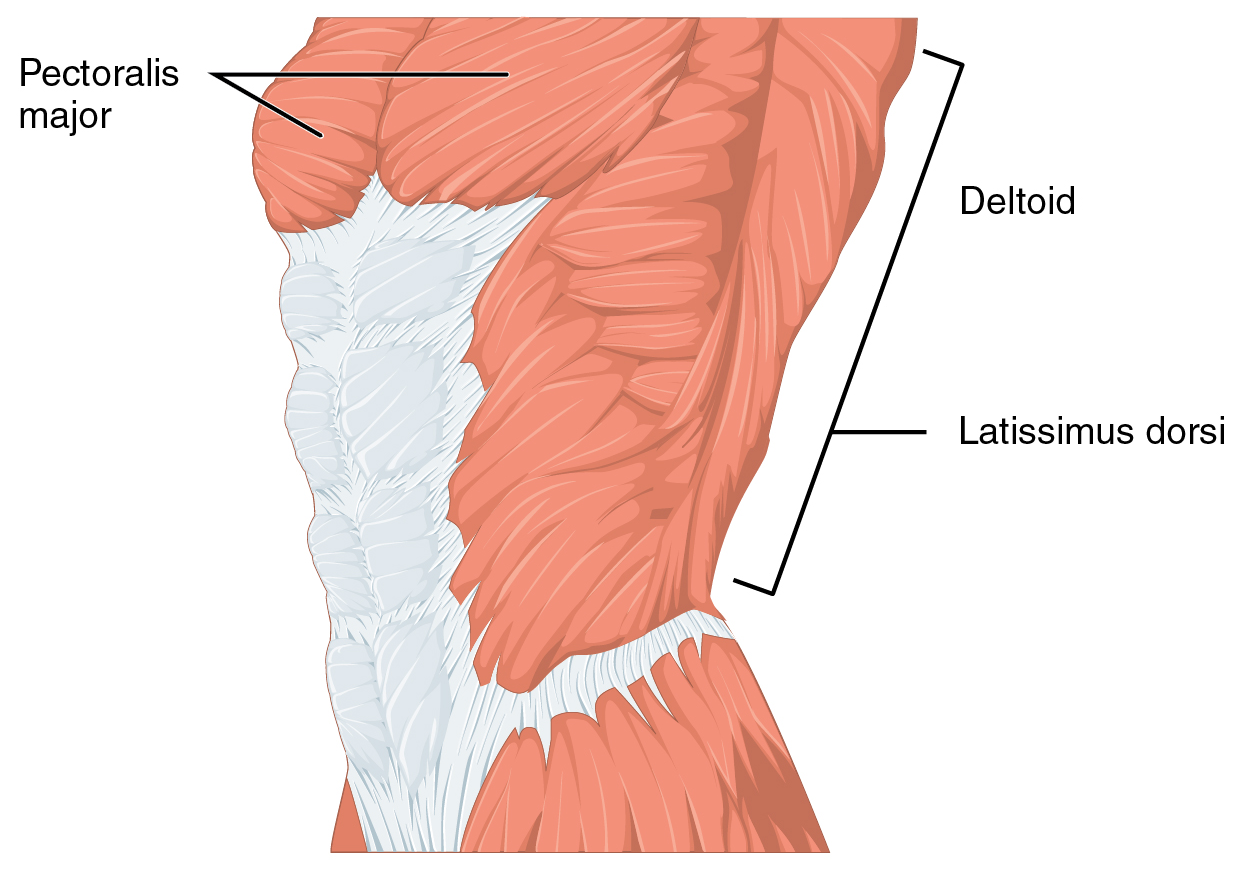
큰가슴근 기능은 근섬유 머리(head)에 따라 다르다. 쇄골두(clavicular head)는 상완골(humerus)을 굴곡(flex)하고, 흉늑두(sternocostal head)는 상완골을 내전(adduct)한다. 이러한 움직임은 상완골을 내전하고 내회전(medial rotation)시킨다. 또한 견갑골(scapula)을 전방과 하방으로 당긴다.

큰가슴근은 어깨관절 움직임을 주로 담당하는 네 가지 동작이 있다.
1. 상완골 굴곡(flexion), 언더핸드로 공던지기, 아이 들어올리기에 사용
2. 상완골 내전(adduction), 팔을 펄럭거릴 때 사용
3. 상완골 내회전(medial rotation), 팔씨름 시에 사용
4. 두팔이 몸통에 부착되게 하는 기능[6][7]

큰가슴근의 두 부위가 각각 다른 동작을 담당한다. 쇄골부위(clavicular part)는 삼각근에 가까이 있어서 상완골의 굴곡, 수평내전(horizontal adduction), 내회전(inward rotation)을 담당한다. 110도 정도로 벌어진 상태에선 상완골 내전을 담당한다. 흉늑부위(sternocostal part)는 쇄골부위와는 길항적으로 작용하여, 팔의 하방과 전방 운동 및 내전 시의 내회전을 담당한다. 흉골근섬유(sternal fiber)는 신전(extension)을 담당하지만 해부학적 위치(anatomical position)를 벗어나지 않는다.
큰가슴근의 비대는 기능성을 향상시킨다. 압박동작(pressing motion)을 취할 때, 횡단면(transverse plane)을 살펴보면 큰가슴근의 최대 활성화가 발생한다. 복관절운동(multi-joint exercise)과 단관절운동(single-joint exercise)은 큰가슴근을 크게 한다. 이 두 운동을 조합하면 최대 비대 반응을 가져온다. 부분적으로 미관적으로도 좋은 윤곽을 보이게끔 큰가슴근을 키우려면 특정 운동을 통하여 부분을 타겟팅하여 키운다. 흉골 중아을 향하여 손을 넓게 잡고 플레이팅(plating)이나 스티칭(stitching)을 하는 식으로 단련시킬 수 있다. 흉골과 쇄골을 따라 다양한 훈련 각도를 통하여 큰가슴근을 타겟팅하여 키울 수 있다. 바벨 벤치 프레스(barbell bench press), 덤벨 벤치 프레스(dumbbell bench press), 머신 벤치 프레스(machine bench press) 등 수평내전과 팔꿈치 신전을 포함한 운동은 큰가슴근 흉늑부위를 크게 활성화한다. 무거운 부하는 큰가슴근 활성화에 강력하게 연관되어 있다.

## 임상적 중요성

### 부상 및 영상화
큰가슴근 파열은 드물지만 건강한 사람에게도 발생한다. 체육인들 특히 역도 등의 스포츠 종사자에게 발생할 수 있으며, 통증, 약화, 장애를 불러오기도 한다. 대부분 벤치 프레스와 같은 격렬한 편심수축(eccentric contraction) 시의 근건접합부(musculotendinous junction)에서 발생한다. 더러는 직접적인 타격으로 인하여 근복(筋腹, muscle belly)에도 균열이 발생한다. 선진국에서는 대부분 남성 체육인에게서 발생하며, 특히 접촉 스포츠나 역도 종사자들에게 주로 벤치프레스 운동 중에 발생한다. 여성은 힘줄-근육 지름(tendon-to-muscle diameter)이 더 크고 근육가소성(muscular elasticity)도 더 크며 힘을 쓰다 발생하는 부상도 적기에 큰가슴근 파열이 잘 발생하지 않는다. 부상을 입으면 흉벽(chest wall)p과 어깨에 갑작스러운 급성 통증이 발생하고 멍이 생기며 근육 강도가 떨어진다. 특히 운동선수에게 있어 기능을 계속 유지하고 싶을 경우, 부분층 파열(partial thickness tear)과 전층 파열(full thickness tear)이 있을 경우 수술치료가 가장 선호된다.
빠른 조처, 올바른 진단, 즉각적인 수술읔 회복할 가능성이 높다. 그대로 두면 급성 부상은 만성으로 되고 그 결과 치료 성공율은 크게 줄어든다. 수술 후엔 팔의 움직임을 최대한 줄이고 수술 부위의 재파열을 방지하기 위하여 6-8주동안 팔걸이 붕대를 하여 고정시킨다. 수술 후 2대월이 되면 6개월 동안 신체치료가 실시되고, 이후 근육 부분 강화 훈련이 진행된다. 대부분의 환자들은 수술 6개월 내지 1년 뒤 이전에 비해 힘의 저하도 거의 없는 만족스러운 상태로 회복된다. 의료 초음파US)와 MRI가 진단하거나 부상 위치 탐색, 부상 정도를 파악하는데 유용하지만, 경력자에게 있어서는 초음파가 더 가성비가 좋다.

### 폴란드 증후군
폴란드 증후군(Poland syndrome)은 한쪽 큰가슴근이 형성되지 못한 선천성 기형이다. 또한 어느 한 쪽 손의 검지, 중지, 약지가 짧고, 합지증(syndactyly)과 발육 부전이 발생하며, 이러한 손과 같은 쪽에 있는 큰가슴근의 흉늑부위가 없다. 큰가슴근 부재가 생명에 지장은 없지만 환자에게 영향을 주는데, 큰가슴근 없이는 팔의 내전과 내회전이 어려워진다. 광배근(latissimus dorsi)과 대원근( teres major)도 팔의 내전과 내회전을 돕기에, 다른 근육의 부재를 보강할 수 있다. 그러나 일부 혼자는 광재근과 대원근마저 없는 경우가 있어 팔의 내전과 내회전이 아예 불가능하다.
1990년 연세대학교 의과대학 재활의학과(Department of Rehabilitation Medicine at the Yonsei University College of Medicine in Seoul, Korea) 연구자들은 큰가슴근의 선천성 부재에 대한 사례를 보고하였다. Kakulas와 Adams에 의하면, 큰가슴근은 선천적으로 부재하는 근육 중 가장 흔한 근육이다. 한 22세 해병의 경우, 흉벽 비대칭을 가지고 있었지만 일상에서 문제가 없었으나 군대에서 문제가 발생하였다. 그는 수류탄 투척이나 로프 등반 훈련에서 어려움을 보였다. 흉골 하강 교정 수술 과정에서, 우측 큰가슴근이 완전히 없다는 사실이 발견되었다. 그러나 오른쪽 어깨의 굴곡, 내전, 수평내전, 내회전이 모두 좋은 상태였기에 체력검사에서 근육 강도의 결함이 발견되지 않았다. 또한 통각이나 촉각도 정상이었다. X-Ray에서도 가슴뼈는 모두 정상이었다. 이 사례를 통하여, 큰가슴근 부재 시에도 다른 주변 근육들이 이를 보강하는 역할을 수핼한다는 것이 밝혀졌다.

### 기타 질병
드물게는 대흉근내 지방종(intramuscular lipomas)이 발생한다. 이는 유방 확대처럼 보여서 악성 유방 종양처럼 보이기도 한다. 지방종은 지방 밀도의 피포성 방사선투과성 종양(well-encapsulated radiolucent tumour)이다. CT와 MRI를 통해 정확한 위치 확인이 가능하다. 지방육종(liposarcoma) 특히 근하리포솜인지질(inframuscular liposoma) 가능성 때문에 수술로 적출해 내야 한다. 부분 적출은 재발 위험성이 있다.

## 같이 보기
- 인체 골격근 목록
- 인체 뼈 목록
- 인체 신경 목록
- 해부학 용어
  - 근육에 대한 해부학 용어
  - 운동에 대한 해부학 용어
  - 위치에 대한 해부학 용어

### 근육 목록
- 작은가슴근
- 흉근